# Ard Nev
Ard Nev är en bergstopp i Storbritannien.   Den ligger i kommunen Highland och riksdelen Skottland, i den nordvästra delen av landet, 700 km nordväst om huvudstaden London. Toppen på Ard Nev är 556 meter över havet, eller 115 meter över den omgivande terrängen. Bredden vid basen är 1,0 km. Ard Nev ligger på ön Rùm.
Terrängen runt Ard Nev är kuperad. Havet är nära Ard Nev åt sydväst. Trakten runt Ard Nev består i huvudsak av gräsmarker.